# Acrocephalus australis
El carricero australiano (Acrocephalus australis) es una especie de ave paseriforme de la familia  Acrocephalidae endémica de  Australia.

## Descripción
Tiene unos 16 centímetros de largo y es de color marrón y beige.

## Subespecies
Comprende las siguientes subespecies:
- Acrocephalus australis australis
- Acrocephalus australis carterae
- Acrocephalus australis gouldi
- Acrocephalus australis toxopei